# DNCE
DNCE est un groupe de dance-rock américain. Le groupe est composé de Joe Jonas, Jack Lawless, Cole Whittle, et JinJoo Lee. Il est sous contrat avec la compagnie de disques Republic Records, qui met en vente leur premier single Cake by the Ocean, en 2015. Le morceau a du succès dans différentes régions du monde, atteignant notamment la 9e place du classement Billboard Hot 100 du Billboard magazine et la 4e place d'Official Charts,. Leur premier extended play, SWAAY, également paru en 2015, reçoit un accueil relativement positif à sa sortie.
Les membres du groupe sont nommés aux 2016 Kids' Choice Awards dans la catégorie « Meilleur Nouvel Artiste », ainsi que pour la « Meilleure Chanson » aux 2016 Radio Disney Music Awards.

## Carrière
L'idée de DNCE vient d'abord du temps pendant lequel Jonas et Lawless vivent ensemble, bien que le projet soit mis de côté à cause de l'agenda chargé des deux artistes. Jonas, Lawless, et Lee se réunissent officiellement pour former DNCE en 2015, et commencent peu après à travailler sur leur premier album studio. Bien que le travail sur l'album ait déjà commencé, le groupe a des difficultés à trouver un quatrième membre à intégrer à leur bande. Jonas commence à travailler avec le compositeur Justin Tranter, du groupe Semi Precious Weapons, pour le premier album de DNCE; ceci conduit Jonas à se lier d'amitié avec Cole Whittle, le bassiste du groupe, et ainsi d'en faire le quatrième membre de la bande. Le groupe choisit de porter le nom DNCE après le nom d'un morceau écrit pour l'album, qui traite littéralement d'une ivresse trop forte pour prononcer le mot "dance". Joe Jonas ajoute plus tard que le groupe a décidé de choisir ce nom car il décrivait l'« imparfaite énormité de ces quatre gars ensemble. » JinJoo ajoute plus tard que, tout comme le suggère l'orthographe du nom du groupe, on n'est pas obligé d'être un excellent danseur pour danser dans la vie. DNCE commence à donner des concerts secrets à New York pour répéter avant leur prochaine tournée et leurs performances promotionnelles. Le groupe crée un compte Instagram en septembre 2015; le 10, Joe Jonas poste une vidéo teaser présentant le nouveau groupe sur son propre compte, taggant le compte officiel du groupe.
Le groupe sort son premier single, Cake by the Ocean, le 18 septembre 2015. Bien que son démarrage fut lent, le morceau devient un succès dans de nombreux pays. La musique atteint en effet son maximum en étant classée neuvième du Billboard Hot 100, et septième du Canadian Hot 100. Le 23 octobre 2015, le groupe met en vente son premier extended play, SWAAY,. L'album composé de quatre titres reçoit un accueil critique généralement positif à sa sortie, avec le magazine hebdomadaire Entertainment Weekly déclarant qu'il « réduit la différence entre la power pop enjôleuse de l'ancien groupe [de Joe] et le style pop-electro de son album solo. »  Le groupe embarque pour une tournée de 14 concerts en novembre 2015, connue comme the Greatest Tour Ever, littéralement la plus grande tournée à ce jour. La tournée est acclamée par les critiques. Elle donne l'occasion au groupe de présenter des morceaux inédits ainsi que d'anciens classiques. Le groupe annonce son projet de sortir son premier album studio en 2016.
Le groupe joue également dans le téléfilm Grease: Live ! et rejoint la chanteuse Selena Gomez dans des premières parties de sa deuxième tournée solo Revival Tour.
Le 18 mai 2016, DNCE dévoile sur son compte YouTube le clip officiel de son deuxième single, Toothbrush, qui fait partie de son EP, SWAAY.

## Membres
- Joe Jonas - voix
- JinJoo Lee (en) - guitare, voix
- Cole Whittle - guitare basse, claviers, voix
- Jack Lawless (en) - batterie, percussions, voix

## Discographie

### Album
- 2016 : DNCE (en)

### EPs
- 2015 : Swaay
- 2018 : People to People

### Singles
- 2015 : Cake by the Ocean
- 2016 : Toothbrush (en)
- 2016 : Body Moves (en)
- 2017 : Kissing Strangers (en)
- 2018 : Dance
- 28 février 2022 : Dancing feet  (feat. Kygo)